# Boris Leven
Boris Leven (* 13. August 1908 in Moskau, Russland; † 11. Oktober 1986 in Los Angeles, Kalifornien) war ein US-amerikanischer Filmarchitekt.

## Leben
Leven immigrierte 1927 in die Vereinigten Staaten, wo er 1932 sein Studium der Architektur an der University of Southern California mit dem Bachelortitel abschloss. Nachfolgend besuchte er ein Jahr das Beaux-Arts Institute of Design in New York City und erhielt im Anschluss eine Anstellung als Zeichner bei Paramount Pictures. Nach drei Jahren wechselte er zu 20th Century Fox, wo er mit Unterbrechungen bis 1946 tätig war. 1938 erhielt er gleich für seinen ersten Film als Artdirector, dem Filmmusical Alexander’s Ragtime Band nach Irving Berlin, eine Oscarnominierung. Für den Film mit Tyrone Power und Don Ameche wurden weit über 80 Filmsets errichtet. Im selben Jahr nahm er die US-amerikanische Staatsbürgerschaft an. Eine zweite Oscar-Nominierung folgte 1941 für den Film noir Abrechnung in Shanghai. 1953 wirkte er am Science-Fiction-Horrorfilm Invasion vom Mars mit.
Zu den wichtigsten Arbeiten von Leven zählte der James-Dean-Filmklassiker Giganten, für den er neben den anderen Filmsets das Reata genannte Anwesen des Großgrundbesitzers Jordan Benedict errichtete, ein riesiges viktorianisches Haus mitten im Nirgendwo. Giganten brachte Leven seine dritte Oscar-Nominierung ein, gewinnen konnte er den Preis jedoch erst bei seiner vierten Nominierung 1962 für Robert Wises West Side Story. Dies sollte jedoch sein einziger Oscar bleiben. In der Folge arbeitete er bis 1971 weitere fünf Mal mit Robert Wise, hiervon war er für Meine Lieder, meine Träume Kanonenboot am Yangtse-Kiang, Star! und Andromeda – Tödlicher Staub aus dem All für weitere Oscars nominiert. Von 1977 bis zu seinem Tod 1986 war Leven mehrfach für Martin Scorsese tätig, angefangen bei New York, New York bis hin zu Die Farbe des Geldes. Scorsese würdigte Leven daraufhin im Abspann seines nächsten Spielfilmes, Die letzte Versuchung Christi.
Leven war von 1946 bis zu seinem Tod in erster Ehe mit Vera Glooshkoff verheiratet, das Paar hatte keine Kinder.

## Filmografie (Auswahl)
- 1939: In der Fremdenlegion (The Flying Deuces)
- 1941: Abrechnung in Shanghai (The Shanghai Gesture)
- 1942: Sechs Schicksale (Tales of Manhattan)
- 1947: Der Senator war indiskret (The Senator Was Indiscreet)
- 1949: The Lovable Cheat
- 1951: Fernruf aus Chicago (Chicago Calling)
- 1951: Dem Satan singt man keine Lieder (The Prowler)
- 1952: Maskierte Herzen (Sudden Fear)
- 1952: Die Rose von Cimarron (Rose of Cimarron)
- 1953: Invasion vom Mars (Invaders from Mars)
- 1954: Der silberne Kelch (The Silver Chalice)
- 1956: Giganten (Giant)
- 1959: Anatomie eines Mordes (Anatomy of a Murder)
- 1961: West Side Story
- 1962: Spiel zu zweit (Two for the Seesaw)
- 1965: Meine Lieder, meine Träume (The Sound of Music)
- 1966: Kanonenboot am Yangtse-Kiang (The Sand Pebbles)
- 1968: Star!
- 1971: Andromeda – Tödlicher Staub aus dem All (The Andromeda Strain)
- 1973: Die Möwe Jonathan (Jonathan Livingston Seagull)
- 1977: New York, New York
- 1978: The Band (The Last Waltz)
- 1982: King of Comedy
- 1985: Fletch – Der Troublemaker (Fletch)
- 1986: American Wildcats (Wildcats)
- 1986: Die Farbe des Geldes (The Color of Money)

## Auszeichnungen
- 1939: Oscar-Nominierung für Alexander’s Ragtime Band
- 1943: Oscar-Nominierung für The Shanghai Gesture
- 1957: Oscar-Nominierung für Giganten
- 1962: Oscar für West Side Story
- 1966: Oscar-Nominierung für Meine Lieder, meine Träume
- 1967: Oscar-Nominierung für Kanonenboot am Yangtse-Kiang
- 1969: Oscar-Nominierung für Star!
- 1972: Oscar-Nominierung für Andromeda – Tödlicher Staub aus dem All
- 1987: Oscar-Nominierung für Die Farbe des Geldes